# Ulica Obornicka w Poznaniu
Ulica Obornicka – ulica Poznania biegnąca od Winiar w kierunku północnym. Do 1918 nosiła nazwę Chaussee v.Obornik, 1918–1939: Obornicka, 1939–1945: Obornikerstrasse, Obersalzbergerallee, od 1945: Obornicka.

## Historia

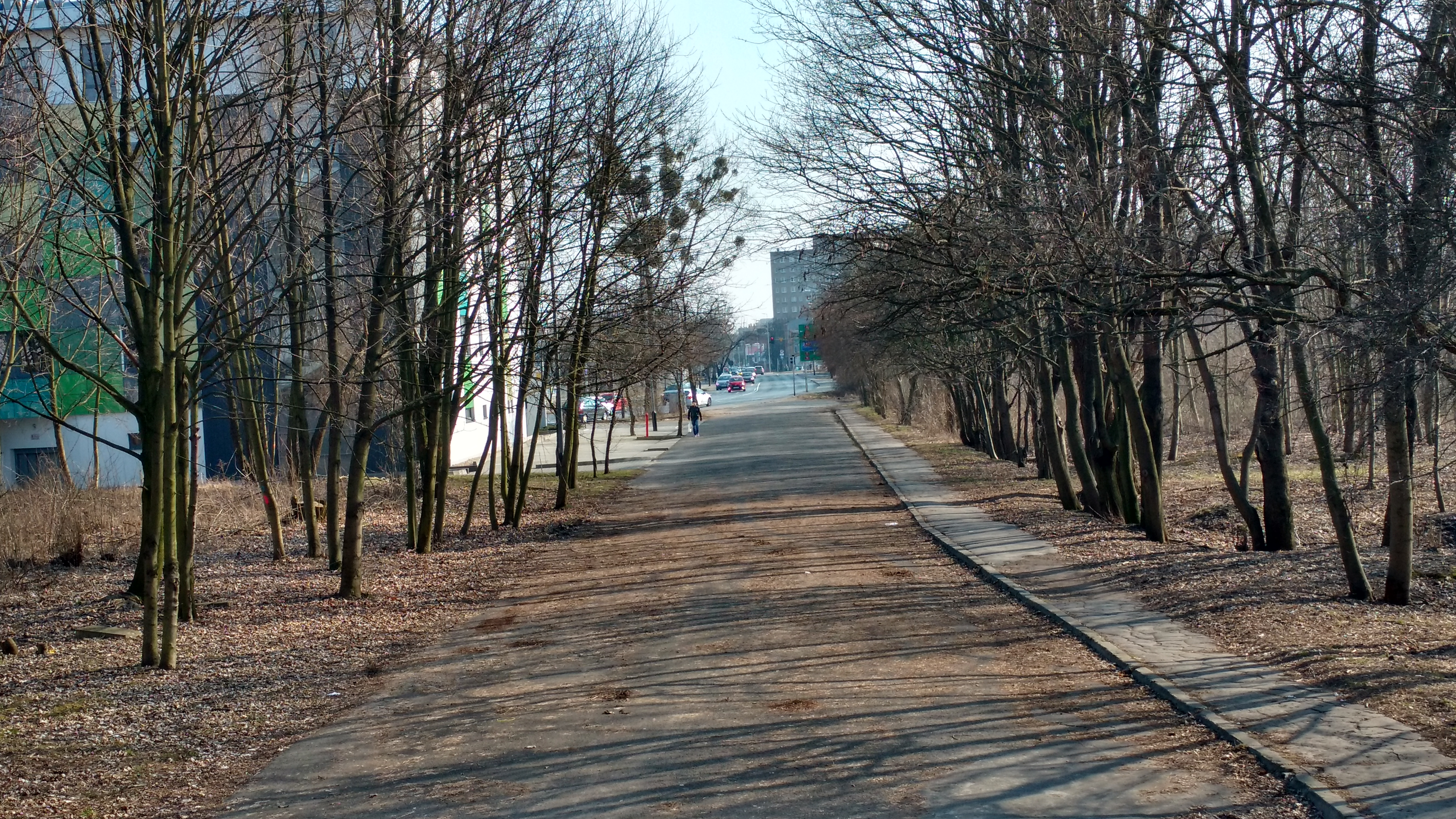
Nieużywany obecnie odcinek ul. Obornickiej (nieopodal ul. Juraszów)

Dawniej ulica Obornicka rozpoczynała się na skrzyżowaniu ulic: Pułaskiego, Armii Poznań, Winogrady. Przy budowie Trasy Niestachowskiej (w latach 70. XX w.) jej bieg został przerwany. Funkcjonowały dwie ulice o tej samej nazwie, które nie łączyły się ze sobą. Dopiero przy budowie PST skorygowano nazwy i na odcinku Pułaskiego-Serbska stała się kontynuacją istniejącej ulicy o nazwie Piątkowska.
Na narożniku ul. Włościańskiej znajdowało się nieistniejące gospodarstwo rolne Maksymiliana Bajerleina (1895–1956) – prezesa kółka rolniczego na Winiarach i członka tutejszej rady gminy. Był m.in. posiadaczem pierwszego roweru i telefonu na Winiarach. Dom pod numerem 303, murowany, pochodzący z 1890 i potem przebudowany, należał do Feliksa Nowowiejskiego. Tutaj kompozytor napisał m.in. muzykę do Kolendy Warmińskiej Marii Zientary-Malewskiej.
4 lutego 1945 w domu pod numerem 123 (obecnie Piątkowska) doszło do krwawej potyczki między oddziałem radzieckim, któremu towarzyszyli polscy ochotnicy, a żołnierzami Wehrmachtu. Z 25 członków oddziału radzieckiego przy życiu pozostało tylko dwóch zdolnych do walki ludzi. Na pomoc przyszli wtedy polscy cywile w liczbie sześciu osób, tworząc drużynę bojową. Pod ogniem niemieckim z okrążenia wydostała się Helena Mroczyńska, która dotarła do pozostałych Rosjan i sprowadziła odsiecz. Wydarzenia te stały się potem kanwą sztuki telewizyjnej Dom, którą napisał Zbigniew Szumowski.
Od lat 60. do lutego 1986 roku ulica Obornicka była częścią drogi państwowej nr 155, następnie do 19 grudnia 2014 r. wchodziła w skład drogi krajowej nr 11. Od 1 stycznia 2016 biegnie nią droga wojewódzka nr 433.

## Stan obecny i przyszłość
W całości jest jednojezdniowa, na znacznym odcinku charakteryzuje się fatalnym stanym technicznym – ma zniszczoną nawierzchnię z głębokimi koleinami, brak chodników oraz kanalizacji deszczowej. Istnieją plany zbudowania tzw. ulicy Nowej Obornickiej, która zaczynałaby się na wysokości skrzyżowania z ulicą Kurpińskiego i przejęłaby ruch z obecnie istniejącej drogi. Rozpoczęcie budowy nowej arterii prawdopodobnie nastąpi po 2022 roku.

## Obiekty
Od północy:
- granica z gminą Suchy Las,
- kolej obwodowa,
- wiadukt Gabriela Narutowicza,
- Wierzbak (dopływ Bogdanki),
- szkoła nr 112,
- Rondo Obornickie,
- stacja benzynowa BP.

Na całej swojej długości ulica stanowi granicę między Podolanami, a Piątkowem.